# (11386) 1998 TA18
1998 تي أي 18 (ويعرف أيضًا باسم (11386) 1998 تي أي 18 وفق تسمية الكوكب الصغير) (بالإنجليزية: 1998 TA18)‏ هو كويكب ضمن حزام الكويكبات؛ وترتيبه 11386 من حيث الاكتشاف.
اكتُشف هذا الجُرم الفلكي بواسطة هيروشي كانيدا في 12 أكتوبر 1998.

## وصلات خارجية
- (11386) 1998 TA18 في قاعدة بيانات مختبر الدفع النفاث لأجرام النظام الشمسي الصغيرة

- الاكتشاف · مخطط المدار ·  العناصر المدارية · المعلمات المادية

- (11386) 1998 TA18 على موقع ويكي سكاي: DSS2, SDSS, GALEX, IRAS, Hydrogen α, X-Ray, Astrophoto, Sky Map, Articles and images